# Реакција ланчане полимеризације
Реакција ланчаног умножавања (енгл. polymerase chain reaction - PCR) је метода којом се умножава молекул ДНК. Метода омогућава стварање великог броја копија циљне ДНК секвенце користећи малу почетну количину ДНК узорка. Полимеразна ланчана реакција се често користи у медицинским и биолошким лабораторијама и има примену у детекцији наследних болести, идентификацији генетског отиска, дијагнози инфективних болести, клонирању гена и тестирању очинства.
Ова техника је дословно изазвала револуцију у области молекулске генетике и биологије генерално. Полазна количина ДНК, која је деценијама представљала ограничавајући фактор у истраживањима, свела се на потребу присуства само једног добро очуваног молекуле, а мукотрпне процедуре изолације и пречишћавања делова генома постале су једноставније. Пред истраживачима су се нагло отвориле нове могућности. Поред тога, готово да не постоји друштвена делатност коју ова техника није директно или индиректно дотакла и заувек изменила. Главни „кривци” за овакву пометњу су Кери Малис и његови сарадници из Одела за хуману генетику Корпорације Цетус. Они су у часопису Наука 1985. године објавили рад у којем први пут описују технику специфичног умножавања фрагмента ДНК ин витро катализованог ензимом ДНК полимераза пореклом из бактерије Ешерихија коли. У истом часопису је 1988. године исти тим научника објавио рад у коме уместо наведене полимеразе Е. коли уводе термостабилну ДНК полимеразу I изоловану из бактерије Thermus aquaticus (Taq). Упркос бројним модификацијама, разноврсним применама и аутоматизацији процеса ланчане синтезе полимеразом, основне одреднице ове технике утемељене 1985. и 1988. године нису се значајније измениле.
Основне премисе на којим се заснива ПЦР су следеће:
- у нативном стању ДНК је двоструки хеликс који се, састоји се од два антипаралелна полинуклеотидна ланца међусобно повезана водоничним везама;
- нуклеотиди једног полинуклеотидног ланца су међусобно повезани ковалентном везом између дезоксирибозе једног нуклеотида и фосфатне групе суседног нуклеотида, а водоничне везе које одржавају два полинуклеотидна ланца заједно увек се формирају између комплементарних база, тј. аденин (А) се увек веже за тимин (Т), а цитозин (Ц) за гуанин (Г).
- водоничне везе су енергетски слабе и лако се ремете загревањем (денатурација), док су ковалентне везе стабилне и при загријавању се одржавају, а
- хлађење доводи до поновног успостављања водоничних веза између комплементарних база (ренатурација).
- ДНК репликацију ин виво иницира РНК Пол I синтетишући кратке РНК секвенце, тиме креирајући супстрат за ДНК Пол I (слободну ––групу дезоксирибозе на 3’–крају), а
- на оптималној температури, ДНК Пол I катализује уградњу слободних дезоксирибонуклеотид–3–фосфата на постојећи олигонуклеотидни ланац са слободном ––групом на 3’–крају, када је исти водоничним везама повезан за матрицу.

## Историја
Методу је створио и разрадио Кери Малис децембра 1983. За ово откриће је 1993. добио Нобелову награду за хемију, седам година након објављивања првобитних идеја о методи. Малисова замисао је била да развије процес помоћу којег би се вештачким путем увећавао број молекула ДНК у циклусима репликације омогућеним ензим ДНК полимеразе. ДНК полимераза се природно јавља у живим организмима, у којим има функцију да копира ДНК када се ћелија дели током митозе и мејозе. Полимераза копира тако што се веже на један, од два полинуклеотидна ланца које чине ДНК, и ствара ланац комплементаран оригиналу. У Малисовој првобитној методи ензим је коришћен у контролисаном окружењу ван организма. Два полинуклеотидна ланца ДНК који су спирално увијени један око другог би се прво раздвојили грејањем молекула до 96 °C. Међутим при овој температури ензим који је у оно време коришћен бивао је уништен, те је ензим морао бити поново додат након сваког циклуса. Малисова првобитна замисао је била веома неефикасна, јер је захтевала пуно времена, огромне количине ДНК полимеразе и сталну пажњу током целог процеса. Касније, оригинална метода ПЛР (PCR) је значајно побољшана употребом ДНК полимеразе нађене код термофилних бактерија које живе у гејзирима на температурама од преко 110 °C. ДНК полимераза узета од оваквих организама је довољно стабилна при високим температурама и не долази до уништења када се користи током ПЛР процеса. Како није било више потребе додавати нове ензиме ДНК полимеразе након сваког циклуса да замени ензиме уништене температуром, цео процес копирања ДНК молекула је постао једноставнији и бржи.
Пошавши од првобитне идеје, Малис је претпоставио да може постићи умножавање специфичног дела ДНК молекула који лежи између два региона чија је секвенца позната. Селекција специфичног дела ДНК молекуле постиже се применом олигонуклеотидних прајмера, кратких ДНК секвенци (20–30 нуклеотида) које су комплементарне крајевима дефинисане секвенце. У типичној ПЦР реакцији учествују два прајмера синтетизирана у 5’→3’–правцу, тако да се на њиховом 3’–крају налази дезоксирибоза са слободном –OH–групом и обично се обележавају са Ф (за напред) и Р (за назад). На температури од 95 °C пуцају водоникове везе које одржавају дволанчану структуру молекула чији се део умножава (ДНА = матрица) те се она денатурише. Спуштањем температуре стварају се услови за ренатурацију, али и за формирање хибридних молекула матрица–прајмер. ДНК Пол I проналази такве хибриде и под одговарајућим условима катализује везивање фосфатне групе дезоксинуклеотид–3–фосфата за 3’–OH–групу дезоксирибозе прајмера према константи комплементарности. Резултат је синтетисан наспрамни ланац комплементаран матрици који може да послужи као матрица другом прајмеру. Овај циклус денатурације загревањем, ренатурације хлађењем и синтезе наспрамног ланца може се понављати, а сваки новосинтетизирани ланац постаје матрица у наредном циклусу. Такође, са порастом броја циклуса експоненцијално расте број молекула специфично умножаваног дела ДНК. Теоријски број молекула циљане секвенце која се састоји од секвенце прајмера и дела ДНК молекула између прајмерских секвенци, износи 2n (n = број циклуса) за сваки молекул ДНК матрице. Такође теоријски, од једног јединог молекула се, у 30 циклуса, може добити 230–2*30 = 1.073.741.764 циљаних фрагмената. Понављање циклуса може бити ефикасно све док не настане дефицит неке од компоненти (прајмера, нуклеотид–3–фосфата или ензима). Зависно од сврхе реакције, величине умножаваног дела ДНК и жељене концентрације, типична ПЦР реакција се одвија у 30–40 циклуса.

## ПЛР у пракси
ПЛР ce користи за копирање кратког унапред одређеног дела молекула ДНК. Копирани молекул може у себи садржати један или више независних целина а може представљати и само фрагмент једне целине. PCR процес може да копира само кратке ДНК фрагменте, обично до 10 кб (кб= кило, 1000 парова база). Различити молекуларни протоколи могу да копирају фрагменте и до 40 кб, мада је и та величина мања од хромозалног ДНК молекула еукариотске ћелије, на пример, људска ћелија садржи око три милијарде нуклеотида.
Да би реакција била могућа потребне су следеће компоненте:
- ДНК молекул који ће служити као образац за копирање комплементарног ланца
- Два прајмера који обележавају почетак и крај оног дела ланца који се синтетише
- Ензим ДНК полимераза, који врши само копирање
- Нуклеотиди, основни елементи од којих се ДНК гради
- Одговарајући пуфер са обавезним садржајем магнезијум-хлорида
- Понекад садржи и интеркалационе боје (LCGreen, SYBR green) на основу којих се врши мелтинг анализа добијеног узорка

PCR реакција је могућа у посебном уређају. Уређај циклично хлади и греје претходно описане реагенсе по тачно претходно утврђеном протоколу. Цијене уређаја за Полимеразну ланчану реакцију зависно од жељених перформанси варирају од 2000$ до 50,000$ за истраживачке сврхе.

## Кораци реакције
PCR реакција се састоји од серије циклуса. Број циклуса који се морају извршити зависи од количине иницијалне ДНК масе од које почињемо. Обично се ПЛР успешно обавља било где између 20'45 циклуса.
Сваки циклус се састоји од три корака:
1. ДНК молекул се прво загреје до 94-96 °C како би се два ланца која су претходно спојена водоничним везама раздвојили. Овај корак се назива денатуризација, и раскида водоничне везе. Сама денатуризација је функција процента GC парова у односу на укупан број парова у секвенци, како и њиховог распореда унутар саме секвенце. Што је већи удео то је виша температура на којој долази до раздвајања низова. Ово се објашњава постојањем три водоничне везе између GC у поређењу са две у AT паровима. Због термичке масе-капацитета уређаја пракса је да се ови кораци врше по два минута пошто тек након тог времена можемо засигурно да кажемо да је та температура достигнута. Иначе са новијим уређајима времена од 1с су успјешно коришћене.
2. Када се ланци ДНК молекула раздвоје, температура се снизи како би се прајмери самостално везали на оба раздвојена ланца. Прајмери обично у секвенци имају по двадесетак нуклеотида па навише. Овај број омогућава специфичност везе, тј. да ће се прајмери везати на жељену локацију. Температура сходно томе зависи од дужине и нуклеотидног састава прајмера, и обично је око 5 °C испод њихове тачке топљења (45-60 °C). Превисока температура може да онемогући везивање прајмера на ДНК, прениска надовезивање на више одредишта, а недостатак почетне количине ДНК да се надовежу сами на себе стварајући прајмер-дајмер формацију. Овај корак траје најкраће од свих и не би требало да буде дужи (у најгорем случају) од 30 секунди.
3. И на крају, ДНК полимераза мора да попуни празнине на ланцима, тако што почне од почетног прајмера и иде дуж целог ДНК молекула. Овај корак се назива елонгација. Температура елонгације зависи од ензима ДНК полимеразе који се употребљава. Зависно од ензима и његове брзине, она је обично 10-30 базних парова у секунди, груба процена која би требало да буде задовољавајућа била би нпр. - за 400бп елонгација у трајању од 15-40 секунди.

## PCR метода
Пи-Си-Ар је метода у молекуларној генетици који омогућава селективно умножавање одређеног сегмента молекула ДНК. Пи-Си-Ар метода се заснива на принципима репликације ДНК. Да би се извршило умножавање одабраног региона ДНК, неопходно је да познајемо структуру његових граничних региона. На основу тих података конструишу се једноланчани низови од око 20 нуклеотида — тзв. прајмери, који су комплементарни овим регионима. У Пи-Си-Ар реакцији прајмери се везују за матричне нити ДНК и служе ДНК полимерази као прајмери за синтезу нових ланаца нуклеотида.
У једном циклусу умножавања могу се издвојити три основне фазе:
1. денатурација ДНК,
2. комплементарно повезивање прајмера за једноланчане матрице, и
3. синтеза нових ланаца.

Свака фаза Пи-Си-Ар реакције је одређена температуром на којој се одвија и временом трајања. Циклуси умножавања се понављају 25-40 пута, и на тај начин се експоненцијално увећава број копија одабраног сегмента ДНК.
Кључни корак у развоју методе означила је изолација термостабилне ДНК полимеразе, која може да сачува ефикасност током цикличних температурних промена. Такав ензим добијен је из термофилног бактеријског соја Thermus aquaticus, и познат је као Taq полимераза.
У класичној реакционој смеши за Пи-Си-Ар налазе се: ДНК која се анализира, специфични прајмери, ензим Taq полимераза, слободни нуклеотиди за синтезу нових ланаца (у виду дНТП), јони Mg++ и одговарајући пуфер. За извођење Пи-Си-Ар реакције користе се аутоматизовани апарати, у којима се према задатом програму смењују температуре појединих фаза. На почетку сваког циклуса врши се денатурација узорка ДНК на температури од 94-960 °C. У другој фази — фази аннеалинг-а или хибридизације, пар прајмера се специфично везује за комплементарне регионе ДНК, ограничавајуци сегмент који треба да буде амплификован. Повезивање прајмера се одвија на температури која зависи од њихове секвенце тј. редоследа нуклеотида, а износи 50-700 °C. Трећа фаза је фаза синтезе ДНК, позната и као фаза екстензије. Ензим Taq ДНК полимераза врши синтезу нових (комплементарних) ланаца нуклеотида, који се настављају на прајмере у 5’-3’ смеру. Таq полимераза остварује оптимално дејство на 720 °C, па је то уобичајена температура на којој се одвија фаза екстензије; време трајања је одређено величином региона који се умножава. На завршетку ове фазе добијају се две копије сегмента ДНК који је ограничен прајмерима. Реакција се затим циклично понавља а у сваком новом циклусу као матрице служе и новосинтетисани молекули ДНК. Након 25-40 циклуса жељени сегмент ДНК је умножен 104—106 пута, што омогућава његово уочавање после гел-електрофорезе и бојења.